# 赤井塚古墳
赤井塚古墳（あかいづかこふん）は、三重県名張市上小波田（かみおばた）にある古墳。形状は円墳。美旗古墳群（国の史跡）を構成する古墳の1つ。

## 概要
三重県西部の上野盆地南部、名張川支流の小波田川北岸の丘陵上に築造された大型円墳である。北の台地上に展開する美旗古墳群の前方後円墳5基からはやや南に離れて所在する。墳丘裾部は耕作による削平を受けているほか、発掘調査は実施されていない。
墳形は円形で、現存直径22メートル（推定復元約30メートル）・高さ8.5メートルを測る。埋葬施設は両袖式の横穴式石室で、南方向に開口する。石室全長12.6メートルを測る大型石室であり、伊賀地方では最大規模の石室である。副葬品は詳らかでない。
築造時期は、古墳時代後期の6世紀後半頃と推定される。美旗古墳群では、4世紀末の殿塚古墳から6世紀初頭の貴人塚古墳まで1世代1墳の間隔で前方後円墳5基が築造され、伊賀南部の首長系譜として理解されるが、赤井塚古墳はその後に大型円墳として築造された古墳になる。赤井塚古墳をもって大型古墳の築造は途絶えており、伊賀地方の政治的情勢を考察するうえで重要視される古墳になる。
古墳域は1978年（昭和53年）に国の史跡に指定されている（史跡「美旗古墳群」のうち）。現在では石室内への立ち入りは制限されている。

## 埋葬施設

石室俯瞰図

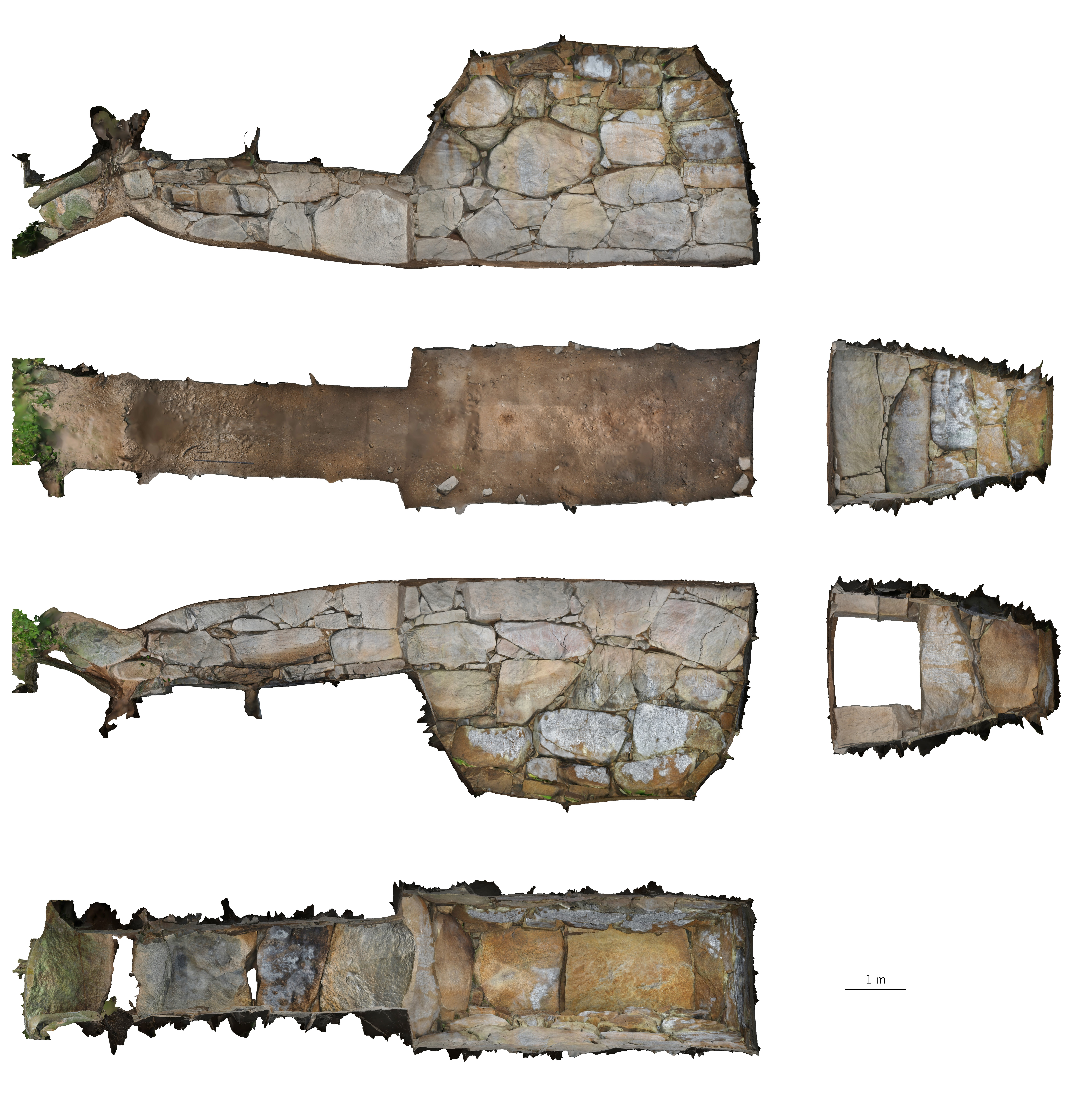
石室展開図

埋葬施設としては両袖式横穴式石室が構築されており、南方向に開口する。石室の規模は次の通り。
- 石室全長：12.6メートル
- 玄室：長さ5.7メートル、幅2.4メートル、現在高さ3.5メートル
- 羨道：長さ6.8メートル、幅1.3メートル、現在高さ1.4メートル

石室の石材は片麻岩・花崗岩で、2メートル程度を測る大石が使用される。奥壁・前壁は持ち送る。玄室の天井石は2枚。

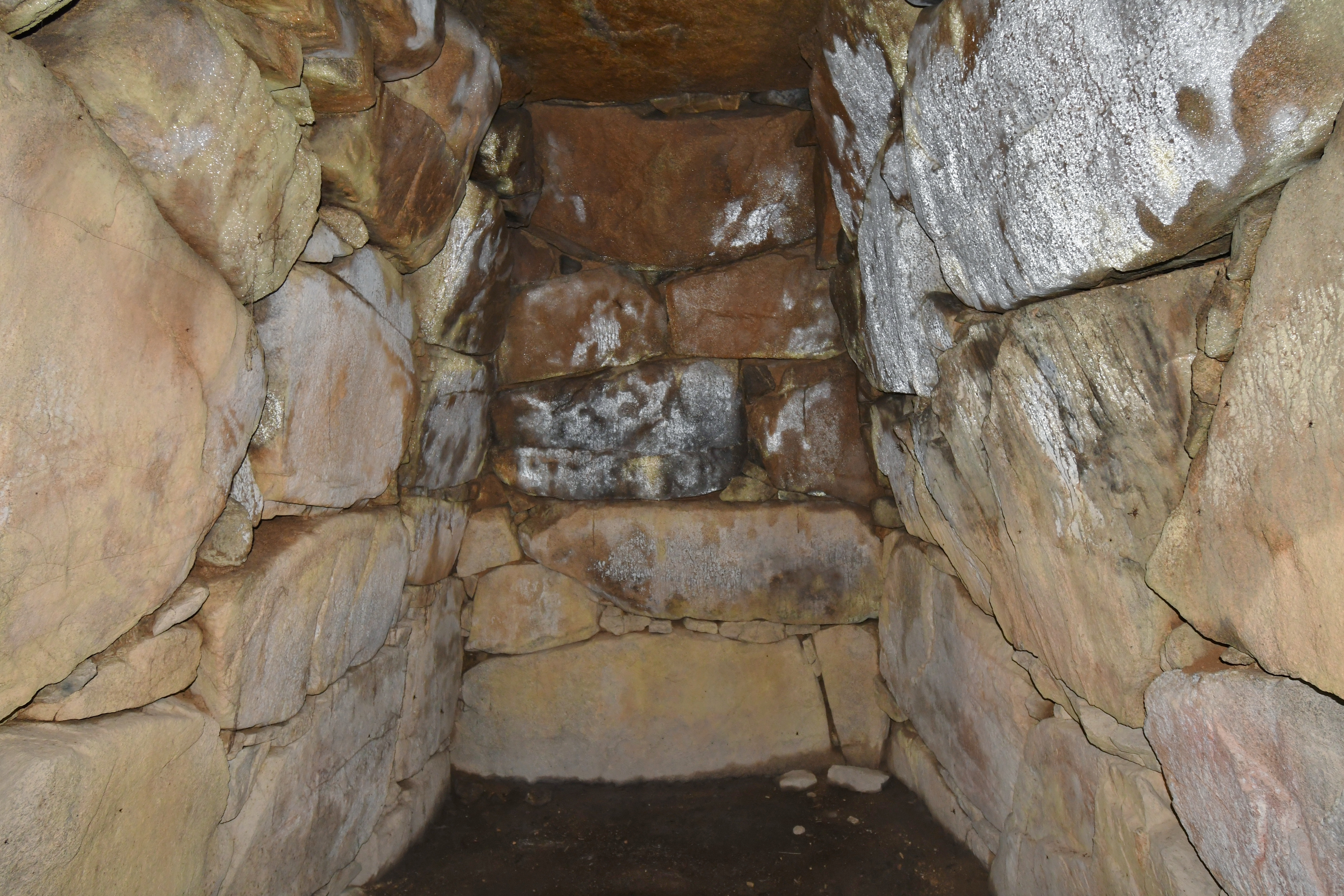
玄室（奥壁方向）
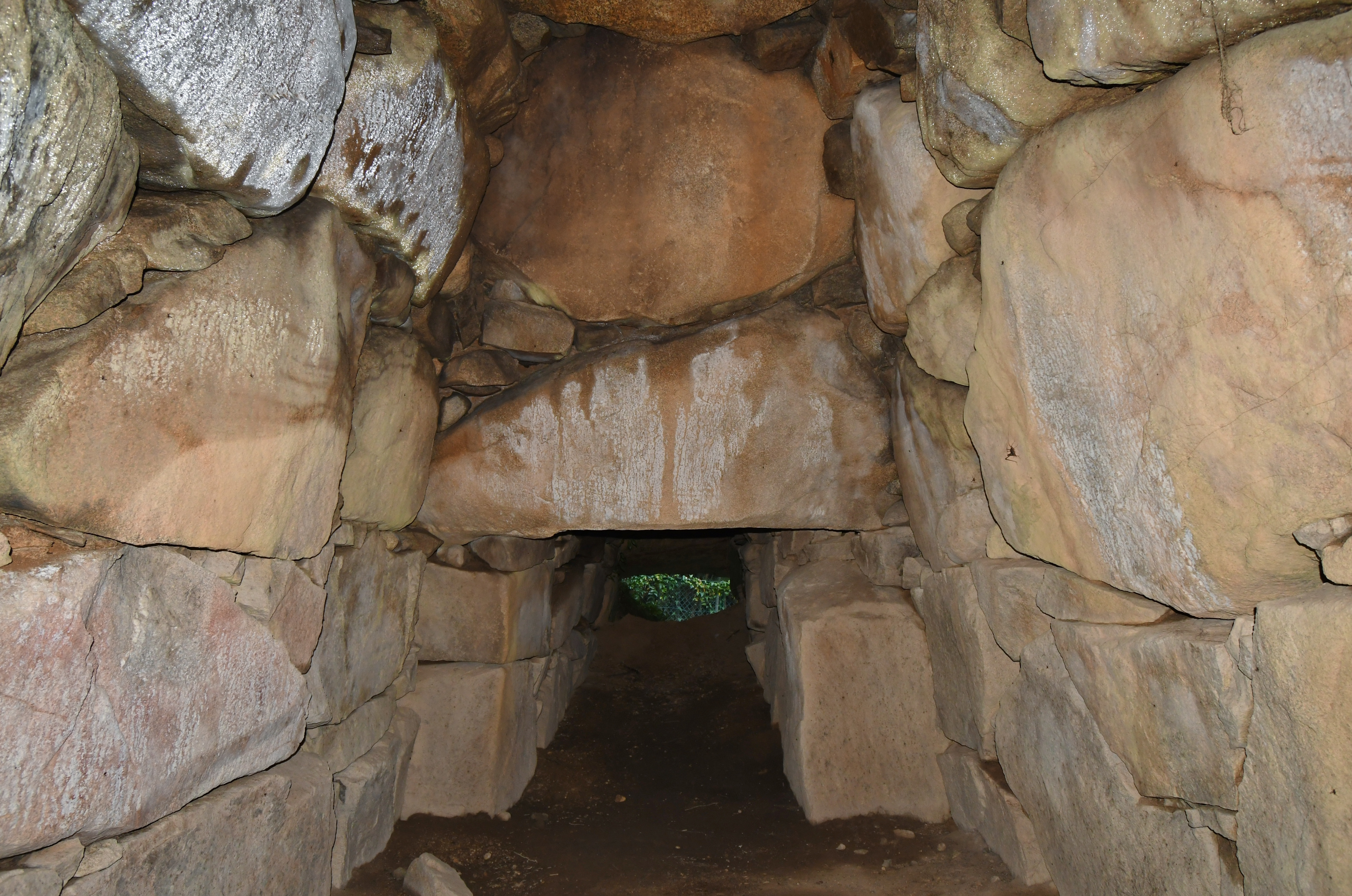
玄室（開口部方向）
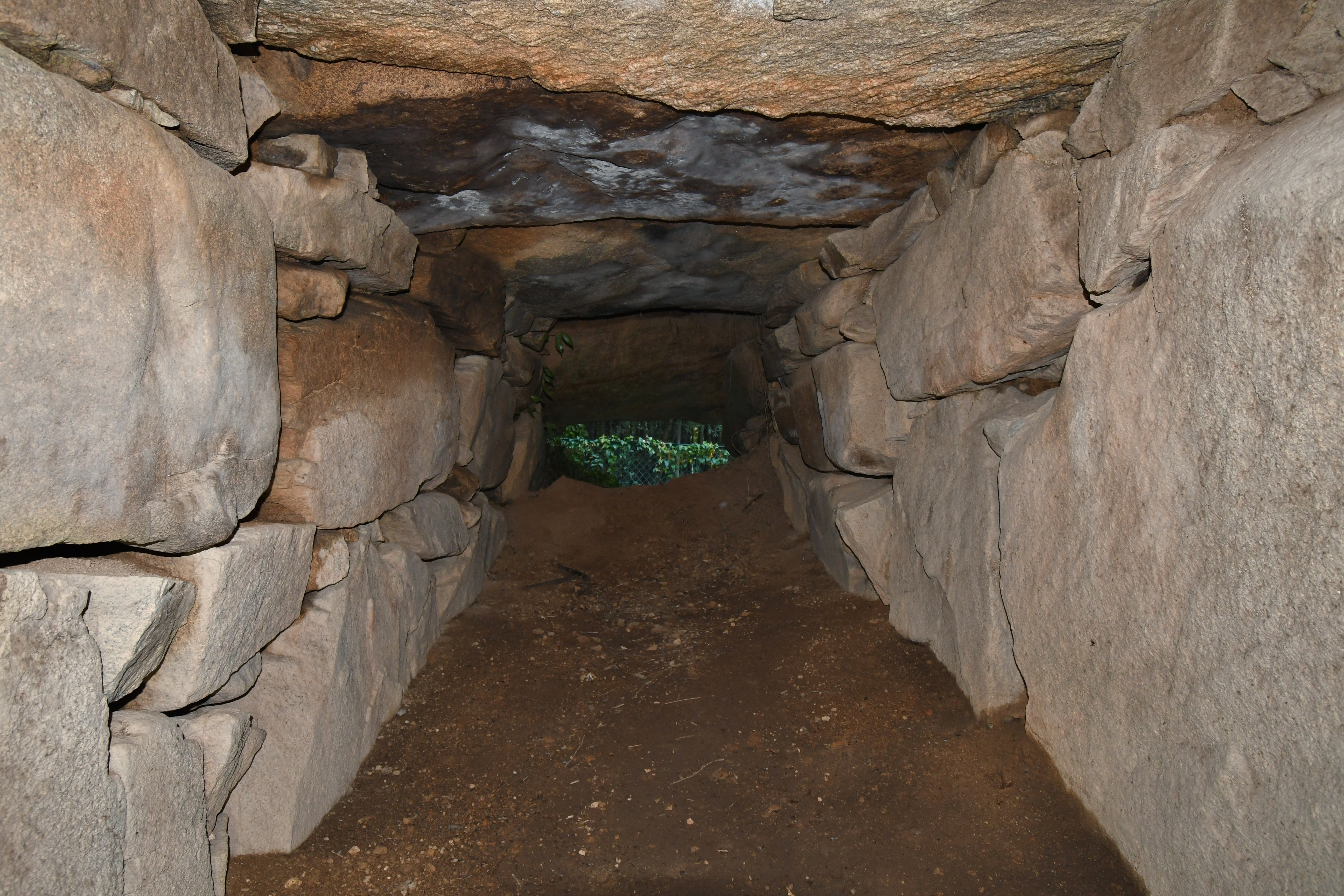
羨道（開口部方向）
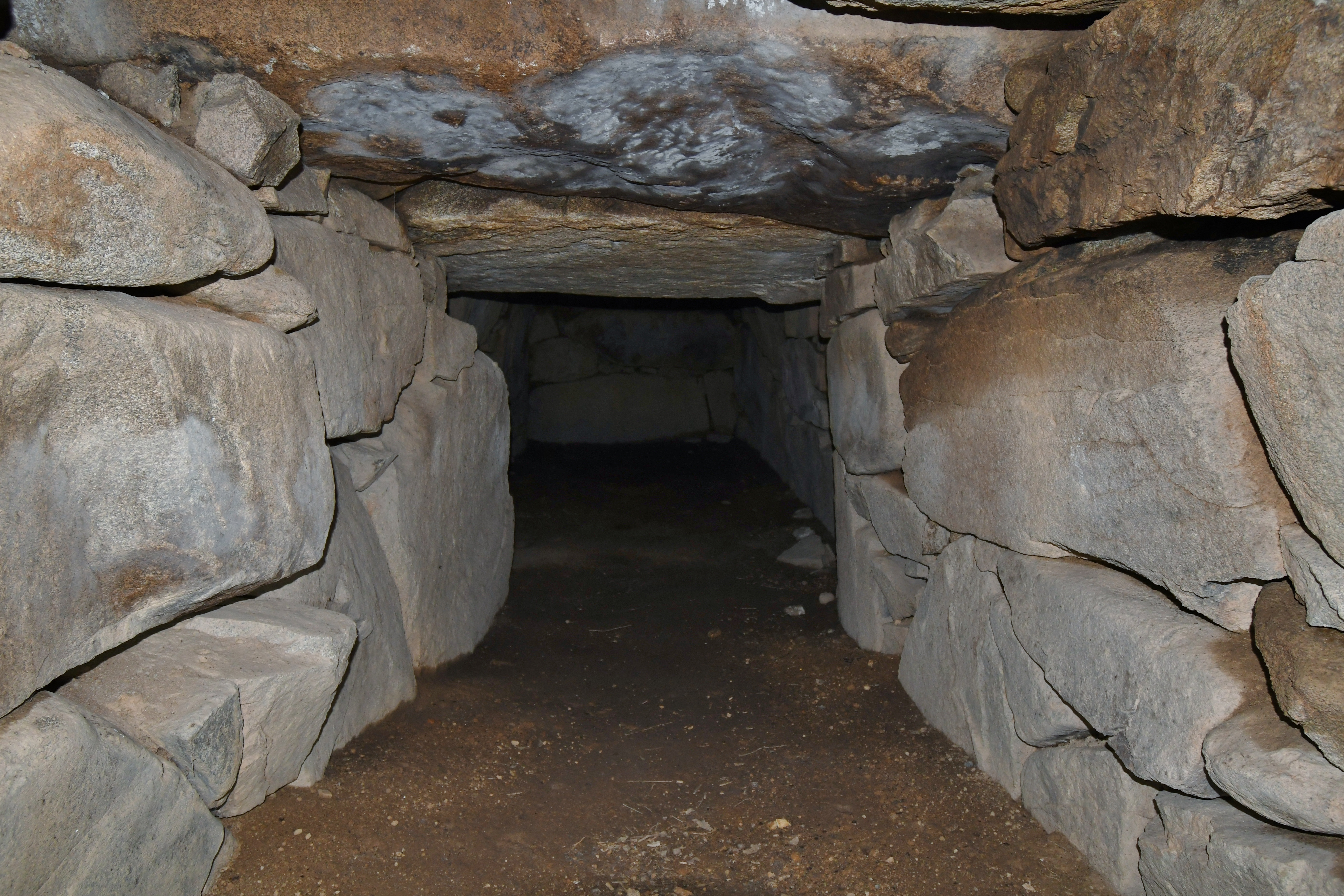
羨道（玄室方向）
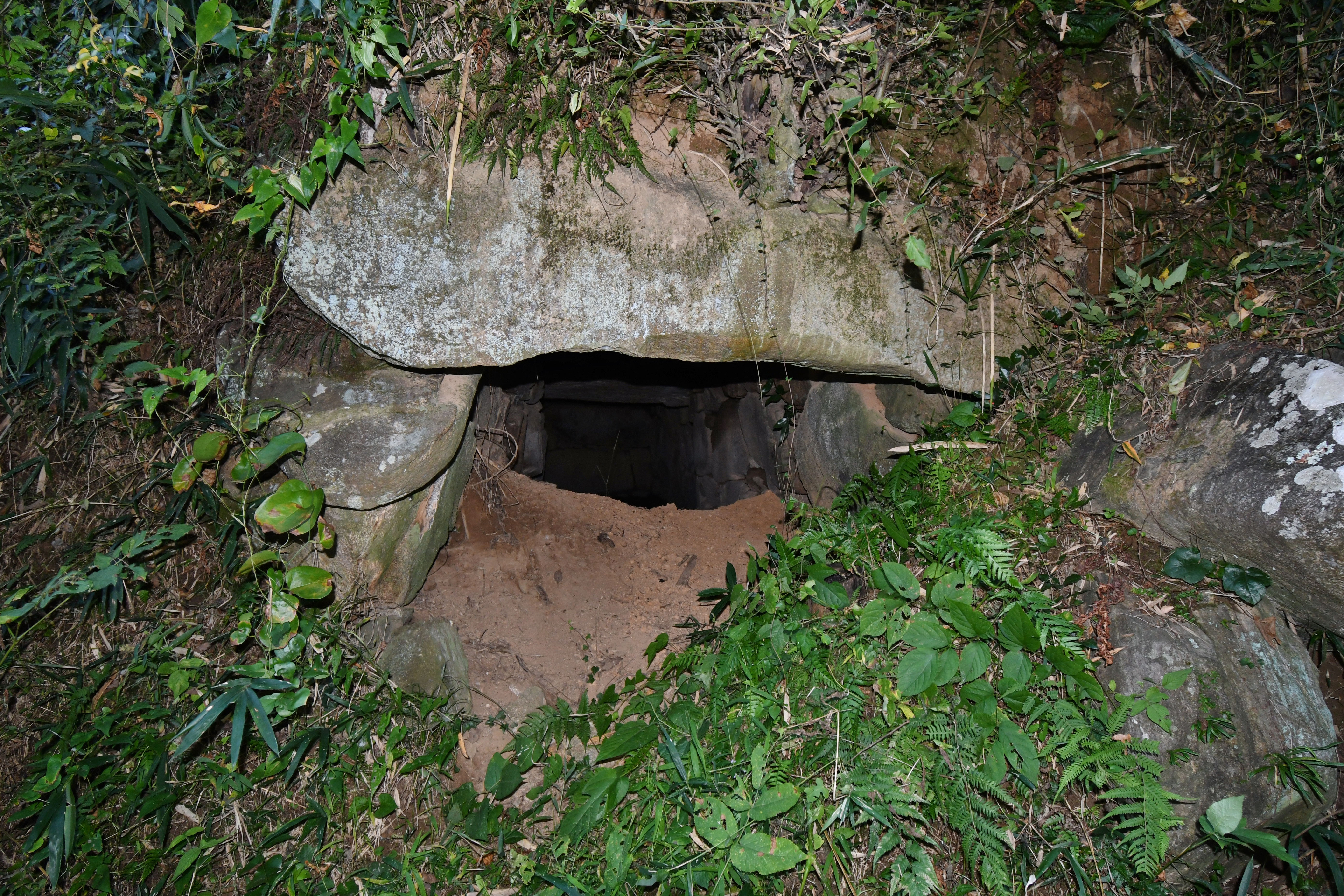
開口部